# باشگاه فوتبال سلتیک
باشگاه فوتبال سلتیک (به انگلیسی: The Celtic Football Club) یک باشگاه حرفه‌ای فوتبال در پرمیرشیپ اسکاتلند است که در شهر گلاسکو در کشور اسکاتلند، بریتانیا قرار دارد. سلتیک در سال ۱۸۸۸ و با هدف کاهش فقر و تنگدستی جمعیت مهاجران ایرلندی در قسمت شرقی گلاسکو بنا نهاده شد. آن‌ها نخستین بازی خود را در ماه مه ۱۸۸۸ و در قالب یک بازی دوستانه مقابل رنجرز برگزار کردند که با نتیجه ۲–۵ به سود سلتیک خاتمه یافت. سلتیک جایگاه خود در فوتبال اسکاتلند را با ۶ قهرمانی متوالی لیگ در دهه نخست قرن ۲۰ تثبیت کرد. دهه طلایی باشگاه در طی دهه‌های ۱۹۶۰ و ۷۰ میلادی تحت هدایت جاک استاین رقم خورد؛ جایی که آن‌ها موفق به کسب ۹ عنوان قهرمانی پیاپی در لیگ و قهرمانی در جام باشگاه‌های اروپا سال ۱۹۶۷ شدند. سلتیک در تمام طول تاریخ خود با لباس سفید و سبز به میدان رفته است؛ حلقه‌های افقی روی لباس در سال ۱۹۰۳ به لباس اضافه شد و از آن پس این طرح مورد استفاده قرار می‌گیرد. این باشگاه یکی از بهترین باشگاه‌های تاریخ از نظر فیفا است
سلتیک۵۴ بار فاتح لیگ سراسری اسکاتلند شده است؛ آخرین قهرمانی سلتیک مربوط به فصل ۲۰۲۴-۲۰۲۳ است که دهمین قهرمانی پیاپی آن‌ها است. آن‌ها همچنین فاتح هشت سه‌گانه پیاپی داخلی شده‌اند. سلتیک ۴۰ بار فاتح جام‌حذفی اسکاتلند و ۱۹ بار قهرمان جام اتحادیه اسکاتلند شده است. بهترین فصل تاریخ باشگاه در فصل ۶۷–۱۹۶۶ رقم خورد؛ جایی که سلتیک به عنوان نخستین تیم بریتانیایی موفق به قهرمانی در جام باشگاه‌های اروپا شد؛ سلتیک در آن فصل همچنین موفق به قهرمانی در لیگ سراسری اسکاتلند، جام حذفی اسکاتلند، جام اتحادیه اسکاتلند و جام گلاسکو شد. آن‌ها در سال ۱۹۷۰ به فینال جام باشگاه‌های اروپا و در سال ۲۰۰۳ به فینال جام یوفا رسیدند که در هر دو فینال شکست خوردند.
سلتیک رقابت دیرینه و شدیدی را با تیم رنجرز دارد؛ رقابت این دو تیم که با عنوان اولد فِرم نیز شناخته می‌شود، از دید برخی بزرگ‌ترین شهرآورد جهان به‌شمار می‌رود. تعداد هواداران باشگاه در سال ۲۰۰۳، در حدود ۹ میلیون نفر در سراسر جهان تخمین زده شده است؛ همچنین بیش از ۱۶۰ کانون هواداری سلتیک در ۲۰ کشور جهان وجود دارد.

## افتخارات داخلی

### قهرمانی در لیگ فوتبال اسکاتلند
- قهرمان: (۵۵) بار

۱۸۹۳ , ۱۸۹۴ , ۱۸۹۶ , ۱۸۹۸ , ۱۹۰۵ , ۱۹۰۶ , ۱۹۰۷ , ۱۹۰۸ , ۱۹۰۹ , ۱۹۱۰ , ۱۹۱۴ , ۱۹۱۵ , ۱۹۱۶ , ۱۹۱۷ , ۱۹۱۹ , ۱۹۲۲ , ۱۹۲۶ , ۱۹۳۶ , ۱۹۳۸ , ۱۹۵۴ , ۱۹۶۶ , ۱۹۶۷ , ۱۹۶۸ , ۱۹۶۹ , ۱۹۷۰ , ۱۹۷۱ , ۱۹۷۲ , ۱۹۷۳ , ۱۹۷۴ , ۱۹۷۷ , ۱۹۷۹ , ۱۹۸۱ , ۱۹۸۲ , ۱۹۸۶ , ۱۹۸۸ , ۱۹۹۸ , ۲۰۰۱ , ۲۰۰۲ , ۲۰۰۴ , ۲۰۰۶ , ۲۰۰۷ , ۲۰۰۸ , ۲۰۱۲ , ۲۰۱۳ , ۲۰۱۴ , ۲۰۱۵. ۲۰۱۶. ۲۰۱۷. ۲۰۱۸. ۲۰۱۹ , ۲۰۲۰، ۲۰۲۲، ۲۰۲۳، ۲۰۲۴، ۲۰۲۵

### جام حذفی فوتبال اسکاتلند
- قهرمان: (۴۲) بار

۱۸۹۱–۹۲، ۱۸۹۸–۹۹، ۱۸۹۹–۱۹۰۰، ۱۹۰۳–۰۴، ۱۹۰۶–۰۷، ۱۹۰۷–۰۸، ۱۹۱۰–۱۱، ۱۹۱۱–۱۲، ۱۹۱۳–۱۴، ۱۹۲۲–۲۳، ۱۹۲۴–۲۵، ۱۹۲۶–۲۷، ۱۹۳۰–۳۱، ۱۹۳۲–۳۳، ۱۹۳۶–۳۷، ۱۹۵۰–۵۱، ۱۹۵۳–۵۴، ۱۹۶۴–۶۵، ۱۹۶۶–۶۷، ۱۹۶۸–۶۹، ۱۹۷۰–۷۱، ۱۹۷۱–۷۲، ۱۹۷۳–۷۴، ۱۹۷۴–۷۵، ۱۹۷۶–۷۷، ۱۹۷۹–۸۰، ۱۹۸۴–۸۵، ۱۹۸۷–۸۸، ۱۹۸۸–۸۹، ۱۹۹۴–۹۵، ۲۰۰۰–۰۱، ۲۰۰۳–۰۴، ۲۰۰۴–۰۵، ۲۰۰۶–۰۷، ۲۰۱۰–۱۱، ۲۰۱۲–۱۳، ۲۰۱۶–۱۷، ۲۰۱۷–۱۸، ۲۰۱۸–۱۹، ۲۰_۲۰۱۹، ۲۳_۲۰۲۲، ۲۰۲۴_۲۰۲۳

### جام اتحادیه اسکاتلند
- قهرمان: (۲۱) بار

۱۹۵۶–۵۷، ۱۹۵۷–۵۸، ۱۹۶۵–۶۶، ۱۹۶۶–۶۷، ۱۹۶۷–۶۸، ۱۹۶۸–۶۹، ۱۹۶۹–۷۰، ۱۹۷۴–۷۵، ۱۹۸۲–۸۳، ۱۹۹۷–۹۸، ۱۹۹۹–۲۰۰۰، ۲۰۰۰–۰۱، ۲۰۰۵–۰۶، ۲۰۰۸–۰۹، ۲۰۱۴–۱۵، ۲۰۱۶–۱۷، ۲۰۱۷–۱۸، ۲۰۱۸–۱۹، ۲۰–۲۰۱۹، ۲۲_۲۰۲۱، ۲۳_۲۰۲۲

## افتخارات خارجی
- قهرمان لیگ قهرمانان اروپا (۱۹۶۷)
- نایب قهرمان لیگ قهرمانان اروپا (۱۹۷۰)
- نایب قهرمان جام یوفا(۲۰۰۳)